# Coupe de France 2011/12

CdF-Wettbewerbslogo
seit der Saison 2007/08

Der Wettbewerb um die Coupe de France in der Saison 2011/12 war die 95. Ausspielung des französischen Fußballpokals für Männermannschaften. In dieser Spielzeit nahmen 7.422 Vereine aus Frankreich und seinen Übersee-Départements bzw. -territorien daran teil, womit der bisherige Melderekord (7.449) aus dem Vorjahr knapp verfehlt wurde. Dafür wurde in dieser Saison ein Zuschauerrekord aufgestellt: 50.892 zahlende Besucher sahen die Partie des Zweiunddreißigstelfinals zwischen Red Star 93 und Olympique Marseille, zu der der gastgebende Drittligist in das Stade de France ausgewichen war. Noch nie zuvor hatte ein Spiel der ersten Hauptrunde eine derart hohe Besucherzahl aufzuweisen.
Titelverteidiger OSC Lille schied diesmal im Achtelfinale aus. Sein Nachfolger als Pokalsieger wurde Olympique Lyon, das diesen Wettbewerb bei seiner achten Finalteilnahme seit 1963 zum fünften Mal für sich entscheiden konnte. Lyons Gegner, die US Quevilly aus der dritthöchsten Spielklasse, stand zum zweiten Mal nach 1927 in einem Endspiel und unterlag darin auch 2012.
Während die Dritt- und die Zweitligavereine ebenso wie die Pokalsieger aus sieben der französischen überseeischen Gebiete bereits in den von den regionalen Untergliederungen des Landesverbands FFF organisierten Qualifikationsrunden in den Wettbewerb eingreifen mussten – die beiden letztgenannten Gruppen in der 7. Runde –, begann für die Erstligisten der Wettbewerb erst mit dem Zweiunddreißigstelfinale (Beginn des Hauptwettbewerbs). Nur in dieser Runde wurden die dafür qualifizierten 64 Vereine landesweit in vier regionale Lostöpfe à 16 Mannschaften aufgeteilt, worin jeweils annähernd gleich viele Teams gleicher Ligazugehörigkeit vertreten waren. Ab dem Sechzehntelfinale fiel auch diese Vorsortierung weg und der Wettbewerb wurde ausschließlich nach dem klassischen Pokalmodus ausgetragen: Spielpaarungen werden ohne Setzlisten aus sämtlichen noch im Wettbewerb befindlichen Klubs ausgelost und jeweils lediglich ein Spiel ausgetragen, an dessen Ende ein Sieger feststehen muss (und sei es durch Verlängerung und Elfmeterschießen), der sich dann für die nächste Runde qualifiziert, während der Verlierer ausscheidet. Auch das Heimrecht wurde für jede Begegnung durch das Los ermittelt, seit dieser Saison mit der Einschränkung, dass Klubs, die gegen eine mindestens zwei Ligastufen höher spielende Elf anzutreten haben, automatisch Heimrecht bekommen.
Sechs Zweit- und zwölf Drittligisten schieden bereits vor Beginn des Hauptwettbewerbs aus, ebenso die sieben überseeischen Pokalsieger. Hingegen schafften es zehn fünft- und vier sechstklassige Mannschaften ins Zweiunddreißigstelfinale, die um den Titel des erfolgreichsten „Däumlings“ (petit poucet) dieser Saison stritten. Mit La Tour d’Auvergne Rennes war darunter ein Amateurklub, der auch schon bei der ersten Austragung der Coupe de France im Herbst 1917 dabei war. Im Sechzehntelfinale standen allerdings nur zwei dieser 14 Teams, nämlich der FC Limoges und der FC Sablé-sur-Sarthe, das Achtelfinale erreichten als Klassentiefste noch zwei Viert-, das Viertelfinale zwei Drittligisten – und die stießen beide sogar ins Halbfinale vor, die US Quevilly schließlich bis ins Endspiel.

## Zweiunddreißigstelfinale
Spiele am 6. bis 9. Januar 2012; L1, L2 bzw. D3 stehen für die Zugehörigkeit zur ersten bis dritten Liga, CFA bzw. CFA2 für die beiden landesweiten Amateurligen, DH („Division d’Honneur“) für die sechste Ligenstufe.
Ergebnisse: n. V. = nach Verlängerung, i. E. = im Elfmeterschießen
| - Stade Rennes L1 – AS Nancy L1 3:0 - Le Havre AC L2 – FC Lorient L1 4:3 - SC Bastia L2 – FC Sochaux L1 4:1 - SM Caen L1 – ES Troyes AC L2 2:4 n. V. - Le Mans FC L2 – FC Valenciennes L1 0:2 - Chamois Niort D3 – Stade Brest L1 2:0 - AS Marck CFA2 – OGC Nizza L1 (a) 0:2 - US Chantilly DH – OSC Lille L1 (b) 0:6 - FC Versailles 78 DH – FCO Dijon L1 1:5 - SCO Angers L2 – AS Monaco L2 4:3 - AS Cherbourg D3 – LB Châteauroux L2 1:2 - FC Limoges CFA2 – US Boulogne L2 1:0 - SA Thiers CFA2 – FC Istres L2 1:4 - AS Vitré CFA2 – FC Tours L2 1:2 - FC Mulhouse CFA – US Créteil D3 1:3 - Luçon VF CFA – US Avranches CFA 2:1 | - AS Saint-Étienne L1 – Girondins Bordeaux L1 1:1 n. V. (2:4 i. E.) - FC Metz L2 – FC Évian Thonon Gaillard L1 2:2 n. V. (3:5 i. E.) - Étoile Fréjus-Saint-Raphaël D3 – AC Ajaccio L1 0:3 - Red Star 93 D3 – Olympique Marseille L1 (c) 0:5 - Gazélec FCO Ajaccio D3 – FC Toulouse L1 1:0 - Olympique Lyon L1 – AS Lyon-Duchère CFA (d) 3:1 - Saint-Colomban Locminé CFA2 – Paris Saint-Germain L1 (e) 1:2 - FC Chambly CFA2 – AJ Auxerre L1 (f) 0:1 n. V. - AS Prix-lès-Mézières DH – HSC Montpellier L1 (g) 0:4 - US Orléans D3 – Clermont Foot L2 0:0 n. V. (5:3 i. E.) - AS Valence CFA – Stade Laval L2 1:1 n. V. (7:6 i. E.) - FC Sablé-sur-Sarthe CFA2 – CS Sedan L2 3:3 n. V. (4:2 i. E.) - La Tour d’Auvergne Rennes DH – US Quevilly D3 0:0 n. V. (4:5 i. E.) - AFC Compiègne CFA – US Montagnarde CFA2 2:1 n. V. - FC Bourg-Péronnas CFA – FC Montceau CFA2 2:1 n. V. - Jeanne d’Arc Drancy CFA – RC Strasbourg CFA2 3:3 n. V. (4:2 i. E.) |

## Sechzehntelfinale
Spiele am 20. bis 23. Januar 2012
| - FC Valenciennes L1 – SC Bastia L2 3:1 - AJ Auxerre L1 – LB Châteauroux L2 1:2 - FCO Dijon L1 – FC Istres L2 2:1 - FC Tours L2 – HSC Montpellier L1 0:1 - Luçon VF CFA – Olympique Lyon L1 (h) 0:2 - AFC Compiègne CFA – OSC Lille L1 (b) 0:1 n. V. - US Quevilly D3 – SCO Angers L2 1:0 - Chamois Niort D3 – US Orléans D3 1:2 | - OGC Nizza L1 – Stade Rennes L1 0:0 n. V. (4:5 i. E.) - Olympique Marseille L1 – Le Havre AC L2 3:1 n. V. - US Créteil D3 – Girondins Bordeaux L1 2:2 n. V. (3:4 i. E.) - AS Valence CFA – FC Évian Thonon Gaillard L1 0:2 - FC Bourg-Péronnas CFA – AC Ajaccio L1 3:2 n. V. - FC Sablé-sur-Sarthe CFA2 – Paris Saint-Germain L1 (i) 0:4 - Gazélec FCO Ajaccio D3 – ES Troyes AC L2 1:0 - FC Limoges CFA2 – Jeanne d’Arc Drancy CFA 0:2 |

## Achtelfinale
Spiele am 7./8., Nachholpartien am 15. bzw. 21. Februar 2012
| - FC Valenciennes L1 – OSC Lille L1 2:1 - FCO Dijon L1 – Paris Saint-Germain L1 (k) 0:1 - LB Châteauroux L2 – HSC Montpellier L1 0:2 - US Quevilly D3 – US Orléans D3 (k) 2:0 n. V. | - Olympique Lyon L1 – Girondins Bordeaux L1 3:1 n. V. - Stade Rennes L1 – FC Évian Thonon Gaillard L1 3:2 - Olympique Marseille L1 – FC Bourg-Péronnas CFA (k) (l) 3:1 - Gazélec FCO Ajaccio D3 – Jeanne d’Arc Drancy CFA 2:0 |

## Viertelfinale
Spiele am 20./21. März 2012
| - FC Valenciennes L1 – Stade Rennes L1 1:3 - US Quevilly D3 – Olympique Marseille L1 (m) 3:2 n. V. | - Paris Saint-Germain L1 – Olympique Lyon L1 1:3 - Gazélec FCO Ajaccio D3 – HSC Montpellier L1 1:0 |

## Halbfinale
Spiele am 10./11. April 2012
| - US Quevilly D3 – Stade Rennes L1 (m) 2:1 | - Gazélec FCO Ajaccio D3 – Olympique Lyon L1 0:4 |

## Finale
Spiel am 28. April 2012 im Stade de France von Saint-Denis vor 76.229 Zuschauern
- Olympique Lyon – US Quevilly 1:0 (1:0)

### Mannschaftsaufstellungen
Lyon: Hugo Lloris – Anthony Réveillère, Cris , Dejan Lovren (Bakary Koné, 18.), Aly Cissokho – Maxime Gonalons, Yoann Gourcuff (Clément Grenier, 67.), Kim Källström – Alexandre Lacazette, Bafétimbi Gomis (Jimmy Briand, 81.), Lisandro López
Trainer: Rémi Garde
Quevilly: Yassine El-Kharroubi – Alexandre Vardin, Frédéric Weis, Grégory Beaugrard , Cédric Vanoukia – Zanké Diarra (Abdel Ouahbi, 77.), Julien Valéro (Karim Herouat, 57.), Matthias Jouan – Anthony Laup (Jean-Christopher Ayina, 81.), Joris Colinet, Pierrick Capelle
Trainer: Régis Brouard
Schiedsrichter: Hervé Piccirillo (Ligue de Paris-Île de France)

### Tore
1:0 López (28.)

### Besondere Vorkommnisse
In Lyons Endspielmannschaft standen nur noch zwei Spieler, die auch schon bei Olympiques letztem Pokalsieg vier Jahre zuvor eingesetzt worden waren, nämlich Anthony Réveillère und Kim Källström. Bakary Koné gewann ebenfalls seine zweite Coupe de France; er hatte 2009 zum damaligen Siegerteam En Avant Guingamp gehört.